# Loughborough
Loughborough is een plaats in het Engelse graafschap Leicestershire, onderdeel van het district Charnwood. Met 57.600 inwoners (2004) is het na Leicester de grootste woonkern in het graafschap. Er wonen relatief veel studenten, die studeren aan Loughborough University.

## Verkeer
Weg: Loughborough ligt direct aan afslag 23 van de M1, de belangrijkste noord-zuid wegverbinding van Engeland.
Spoor: Loughborough ligt in het netwerk van Midland Main Line, met verbindingen naar Londen, Sheffield, Nottingham en Leeds. De Great Central Railway is een toeristische lijn van Loughborough naar Noord-Leicester.
Water: het Grand Union Canal stroomt door Loughborough.

## Partnersteden
| - Épinal, Frankrijk - Gembloers (Gembloux), België - Schwäbisch Hall, Duitsland - Zamość, Polen - Bhavnagar, India |

## Geboren
- Liam Moore (31 januari 1993), voetballer
- Hamza Choudhury (1 oktober 1997), voetballer